# Талап (Северо-Казахстанская область)
Талап (каз. Талап) — село в Тайыншинском районе Северо-Казахстанской области Казахстана. Входит в состав Летовочного сельского округа. Код КАТО — 596061800.

## История
До 2013 года село входило в состав упразднённого Краснокаменского сельского округа.

## Население
В 1999 году население села составляло 346 человек (177 мужчин и 169 женщин). По данным переписи 2009 года, в селе проживало 227 человек (126 мужчин и 101 женщина).

## Известные уроженцы
- Турлыбаев, Айдархан (1874—1937) — казахский юрист, общественно-политический деятель. Активный участник казахского национально-освободительного движения.